# 2-Метилпиридин
2-Метилпириди́н (2-пиколи́н, а́льфа-пиколи́н) — органическое вещество, гетероциклическое соединение с общей формулой C6H7N. Бесцветная жидкость с неприятным запахом, схожим с запахом пиридина. 2-Метилпиридин используется для производства 2-винилпиридина и нитропирина.

## Получение
2-Метилпиридин был первым производным пиридина, полученным в чистой форме. Т. Андерсон в 1846 году выделил 2-пиколин из угля. В настоящее время 2-метилпиридин получают двумя основными способами: конденсацией уксусного альдегида или формальдегида с аммиаком и образование цикла из нитрилов и ацетилена.

## Химические свойства
Большая часть реакций 2-метилпиридина идет по метильной группе. Например, из 2-метилпиридина получают 2-винилпиридин. Реакция идет при взаимодействии 2-метилпиридина с формальдегидом.
Полимер 2-винилпиридина, бутадиена и стирола используется при производстве автомобильных шин. 2-Метилпиридин также используется для производства нитропиридина, который предотвращает потерю аммиака из удобрений. Окисление перманганатом калия позволяет получить пиколиновую кислоту.